# لا لیگا
پریمِرا دیویژن یا لا لیگا (به اسپانیایی: La Liga) که با نام تجاری لا لیگا ئی ای اسپورتز نیز شناخته می‌شود، دستهٔ برتر لیگ حرفه‌ای فوتبال اسپانیا است. این لیگ با شرکت ۲۰ تیم برگزار می‌شود. در پایان هر فصل سه تیمی که در انتهای جدول قرارگرفته‌اند به دسته دوم سقوط کرده و با سه تیم برتر دستهٔ دوم جایگزین می‌شوند. لا لیگا یکی از مهم‌ترین لیگ‌های فوتبال دنیاست و هم‌اکنون با ضریب ۱۰۲٫۲۸۳ بالاتر از لیگ برتر فوتبال انگلستان، بوندس‌لیگای آلمان، سری آ ایتالیا و لیگ ۱ فرانسه در رتبهٔ اول فوتبال اروپا قرار دارد. این لیگ بیش از هر لیگ دیگری از سوی یوفا در ردهٔ اول معتبرترین لیگ‌های اروپایی قرار گرفته است.
تاکنون ۶۲ تیم در لا لیگا سابقهٔ حضور داشته‌اند و ۹ تیم دستیابی به جام قهرمانی را تجربه کرده‌اند. از دههٔ ۱۹۵۰ لالیگا تحت سیطرهٔ رئال مادرید و بارسلونا بوده است.
در دهه‌های ۱۹۳۰ و ۱۹۴۰ و دو دههٔ اخیر، لا لیگا قهرمانان دیگری را نیز به خود دیده است که شامل اتلتیکو مادرید، اتلتیک بیلبائو، والنسیا، سویا، دپورتیو لاکرونیا، رئال سوسیداد و رئال بتیس می‌شود. لا لیگا یکی از محبوب‌ترین لیگ‌های ورزش‌های حرفه‌ای در دنیاست. هر مسابقهٔ آن در فصل ۰۸–۲۰۰۷ به‌طور میانگین ۲۹٬۰۲۹ تماشاگر داشته که آن را در ردهٔ هشتم در میان تمام لیگ‌های ورزشی دنیا و در ردهٔ دوم در میان لیگ‌ های فوتبال (پس از لیگ برتر انگلستان) قرار می‌دهد.
باشگاه‌های لالیگا بیشترین قهرمانی در لیگ قهرمانان اروپا (۲۰ بار)، لیگ اروپا (۱۴ بار)، سوپرجام اروپا (۱۷ بار) و جام باشگاه‌های جهان (۸ بار) را کسب کرده‌اند و بازیکنان آن بیشترین تعداد توپ طلا (۲۴ بار)، جایزهٔ بهترین بازیکن مرد فیفا (۱۹ بار) و جایزهٔ بهترین بازیکن مرد سال یوفا (۱۲ بار) را به‌دست آورده‌اند.

## پیشینه
از زمان آغاز لالیگا، ۶۲ تیم در آن به رقابت پرداخته‌اند. در طول دههٔ ۱۹۴۰ والنسیا، اتلتیکو مادرید و بارسلونا به‌عنوان قدرتمندترین باشگاه‌ها ظاهر شدند و چند عنوان را به‌دست آوردند. رئال مادرید و بارسلونا در دههٔ ۱۹۵۰ قهرمانی را در دست داشتند و هر کدام چهار عنوان قهرمانی لالیگا را در این دهه کسب کردند. در طول دهه‌های ۱۹۶۰ و ۱۹۷۰، برتری با رئال مادرید بود و این تیم، ۱۴ عنوان قهرمانی لالیگا، را به‌دست‌آورد. در این دوره اتلتیکو مادرید نیز چهار عنوان قهرمانی را به‌دست‌آورد. در طول دهه‌های ۱۹۸۰ و ۱۹۹۰، رئال مادرید همچنان تیمی برجسته در لالیگا بود، اما باشگاه‌های باسک اتلتیک کلاب و رئال سوسیداد نیز موفق بودند و هر کدام دو عنوان قهرمانی را به‌دست آوردند. از دههٔ ۱۹۹۰ به بعد، بارسلونا بر لالیگا تسلط داشته و تا به امروز هفده عنوان قهرمانی را به‌دست آورده است. رئال مادرید در این دوره یازده عنوان قهرمانی را به‌دست آورده است. لالیگا در این سال‌ها قهرمانان دیگری از جمله والنسیا و دپورتیوو لاکرونیا را نیز به‌خود دیده است.

## تیم‌های کنونی
در مجموع ۲۰ تیم در فصل ۲۰۲۴/۲۰۲۵ در لیگ به رقابت می‌پردازند، که شامل تیم‌های زیر است:
| تیم            | محل             | ورزشگاه                      | ظرفیت  |
| -------------- | --------------- | ---------------------------- | ------ |
| رئال مادرید    | مادرید          | ورزشگاه سانتیاگو برنابئو     | ۸۱٬۰۴۴ |
| بارسلونا       | بارسلون         | ورزشگاه المپیک کمپانی لوییس  | ۵۵٬۹۲۵ |
| اتلتیکو مادرید | مادرید          | ورزشگاه متروپولیتانو         | ۶۸٬۰۰۰ |
| اتلتیک بیلبائو | بیلبائو         | ورزشگاه سن مامس              | ۵۳٬۲۸۹ |
| سلتاویگو       | بیگو            | ورزشگاه بالایدوس             | ۲۹٬۰۰۰ |
| کادیز          | کادیز           | نوئه‌وو میراندیلا             | ۲۰٬۷۲۴ |
| خیرونا         | کاتالونیا       | ورزشگاه مونتیلیوی            | ۱۱٬۸۱۰ |
| ختافه          | ختافه           | ورزشگاه کولیسیوم آلفونسو پرز | ۱۷٬۰۰۰ |
| رایو وایکانو   | مادرید          | ورزشگاه وایکاس               | ۱۴٬۷۰۸ |
| اوساسونا       | پامپلونا        | ورزشگاه ال سادار             | ۱۹٬۵۵۳ |
| لاس پالماس     | لاس پالماس      | ورزشگاه گران کاناریا         | ۳۱٬۲۵۰ |
| رئال بتیس      | سویل            | ورزشگاه بنیتو ویامارین       | ۶۰٬۷۲۰ |
| اسپانیول       | بارسلون         | ورزشگاه استیج فرانت          | ۴۰٬۰۰۰ |
| رئال سوسیداد   | سان سباستیان    | ورزشگاه آنوئتا               | ۳۲٬۰۰۰ |
| سویا           | سویل            | ورزشگاه رامون سانچز پیس‌خوان  | ۴۲٬۷۱۴ |
| والنسیا        | والنسیا         | ورزشگاه مستایا               | ۴۹٬۵۰۰ |
| ویارئال        | ویارئال         | ورزشگاه ال مادریگا           | ۲۴٬۸۹۰ |
| رئال مایورکا   | پالما د مایورکا | ورزشگاه ویزیت مایورکا        | ۲۳٬۱۴۲ |
| لگانس          | لگانس           | ورزشگاه بوتارکه              | ۱۰٬۹۵۸ |

## قهرمانان از ۱۹۲۹ تاکنون
| سال  | قهرمان                       | نایب‌قهرمان                   | مقام سوم                     |
| ---- | ---------------------------- | ---------------------------- | ---------------------------- |
| ۲۰۲۵ | بارسلونا                     | رئال مادرید                  | اتلتیکو مادرید               |
| ۲۰۲۴ | رئال مادرید                  | بارسلونا                     | خیرونا                       |
| ۲۰۲۳ | بارسلونا                     | رئال مادرید                  | اتلتیکو مادرید               |
| ۲۰۲۲ | رئال مادرید                  | بارسلونا                     | اتلتیکو مادرید               |
| ۲۰۲۱ | اتلتیکو مادرید               | رئال مادرید                  | بارسلونا                     |
| ۲۰۲۰ | رئال مادرید                  | بارسلونا                     | اتلتیکو مادرید               |
| ۲۰۱۹ | بارسلونا                     | اتلتیکو مادرید               | رئال مادرید                  |
| ۲۰۱۸ | بارسلونا                     | اتلتیکو مادرید               | رئال مادرید                  |
| ۲۰۱۷ | رئال مادرید                  | بارسلونا                     | اتلتیکو مادرید               |
| ۲۰۱۶ | بارسلونا                     | رئال مادرید                  | اتلتیکو مادرید               |
| ۲۰۱۵ | بارسلونا                     | رئال مادرید                  | اتلتیکو مادرید               |
| ۲۰۱۴ | اتلتیکو مادرید               | بارسلونا                     | رئال مادرید                  |
| ۲۰۱۳ | بارسلونا                     | رئال مادرید                  | اتلتیکو مادرید               |
| ۲۰۱۲ | رئال مادرید                  | بارسلونا                     | والنسیا                      |
| ۲۰۱۱ | بارسلونا                     | رئال مادرید                  | والنسیا                      |
| ۲۰۱۰ | بارسلونا                     | رئال مادرید                  | والنسیا                      |
| ۲۰۰۹ | بارسلونا                     | رئال مادرید                  | سویا                         |
| ۲۰۰۸ | رئال مادرید                  | ویارئال                      | بارسلونا                     |
| ۲۰۰۷ | رئال مادرید                  | بارسلونا                     | سویا                         |
| ۲۰۰۶ | بارسلونا                     | رئال مادرید                  | والنسیا                      |
| ۲۰۰۵ | بارسلونا                     | رئال مادرید                  | ویارئال                      |
| ۲۰۰۴ | والنسیا                      | بارسلونا                     | دپورتیوو لاکرونیا            |
| ۲۰۰۳ | رئال مادرید                  | دپورتیوو لاکرونیا            | رئال سوسیداد                 |
| ۲۰۰۲ | والنسیا                      | دپورتیوو لاکرونیا            | رئال مادرید                  |
| ۲۰۰۱ | رئال مادرید                  | دپورتیوو لاکرونیا            | مایورکا                      |
| ۲۰۰۰ | دپورتیوو لاکرونیا            | بارسلونا                     | والنسیا                      |
| ۱۹۹۹ | بارسلونا                     | رئال مادرید                  | مایورکا                      |
| ۱۹۹۸ | بارسلونا                     | اتلتیک بیلبائو               | رئال سوسیداد                 |
| ۱۹۹۷ | رئال مادرید                  | بارسلونا                     | دپورتیوو لاکرونیا            |
| ۱۹۹۶ | اتلتیکو مادرید               | والنسیا                      | بارسلونا                     |
| ۱۹۹۵ | رئال مادرید                  | دپورتیوو لاکرونیا            | رئال بتیس                    |
| ۱۹۹۴ | بارسلونا                     | دپورتیوو لاکرونیا            | رئال ساراگوسا                |
| ۱۹۹۳ | بارسلونا                     | رئال مادرید                  | دپورتیوو لاکرونیا            |
| ۱۹۹۲ | بارسلونا                     | رئال مادرید                  | اتلتیکو مادرید               |
| ۱۹۹۱ | بارسلونا                     | اتلتیکو مادرید               | رئال مادرید                  |
| ۱۹۹۰ | رئال مادرید                  | والنسیا                      | بارسلونا                     |
| ۱۹۸۹ | رئال مادرید                  | بارسلونا                     | والنسیا                      |
| ۱۹۸۸ | رئال مادرید                  | رئال سوسیداد                 | اتلتیکو مادرید               |
| ۱۹۸۷ | رئال مادرید                  | بارسلونا                     | اسپانیول                     |
| ۱۹۸۶ | رئال مادرید                  | بارسلونا                     | اتلتیک بیلبائو               |
| ۱۹۸۵ | بارسلونا                     | رئال مادرید                  | اتلتیک بیلبائو               |
| ۱۹۸۴ | اتلتیک بیلبائو               | رئال مادرید                  | بارسلونا                     |
| ۱۹۸۳ | اتلتیک بیلبائو               | رئال مادرید                  | اتلتیکو مادرید               |
| ۱۹۸۲ | رئال سوسیداد                 | بارسلونا                     | رئال مادرید                  |
| ۱۹۸۱ | رئال سوسیداد                 | رئال مادرید                  | اتلتیکو مادرید               |
| ۱۹۸۰ | رئال مادرید                  | رئال سوسیداد                 | اسپورتینگ خیخون              |
| ۱۹۷۹ | رئال مادرید                  | اسپورتینگ خیخون              | اتلتیکو مادرید               |
| ۱۹۷۸ | رئال مادرید                  | بارسلونا                     | اتلتیک بیلبائو               |
| ۱۹۷۷ | اتلتیکو مادرید               | بارسلونا                     | اتلتیک بیلبائو               |
| ۱۹۷۶ | رئال مادرید                  | بارسلونا                     | اتلتیک بیلبائو               |
| ۱۹۷۵ | رئال مادرید                  | رئال ساراگوسا                | بارسلونا                     |
| ۱۹۷۴ | بارسلونا                     | اتلتیکو مادرید               | رئال ساراگوسا                |
| ۱۹۷۳ | اتلتیکو مادرید               | بارسلونا                     | اسپانیول                     |
| ۱۹۷۲ | رئال مادرید                  | والنسیا                      | بارسلونا                     |
| ۱۹۷۱ | والنسیا                      | بارسلونا                     | اتلتیکو مادرید               |
| ۱۹۷۰ | اتلتیکو مادرید               | اتلتیک بیلبائو               | سویا                         |
| ۱۹۶۹ | رئال مادرید                  | لاس پالماس                   | بارسلونا                     |
| ۱۹۶۸ | رئال مادرید                  | بارسلونا                     | لاس پالماس                   |
| ۱۹۶۷ | رئال مادرید                  | بارسلونا                     | اسپانیول                     |
| ۱۹۶۶ | اتلتیکو مادرید               | رئال مادرید                  | بارسلونا                     |
| ۱۹۶۵ | رئال مادرید                  | اتلتیکو مادرید               | رئال ساراگوسا                |
| ۱۹۶۴ | رئال مادرید                  | بارسلونا                     | رئال بتیس                    |
| ۱۹۶۳ | رئال مادرید                  | اتلتیکو مادرید               | رئال اویدو                   |
| ۱۹۶۲ | رئال مادرید                  | بارسلونا                     | اتلتیکو مادرید               |
| ۱۹۶۱ | رئال مادرید                  | اتلتیکو مادرید               | رئال ساراگوسا                |
| ۱۹۶۰ | بارسلونا                     | رئال مادرید                  | اتلتیک بیلبائو               |
| ۱۹۵۹ | بارسلونا                     | رئال مادرید                  | اتلتیک بیلبائو               |
| ۱۹۵۸ | رئال مادرید                  | اتلتیکو مادرید               | بارسلونا                     |
| ۱۹۵۷ | رئال مادرید                  | سویا                         | بارسلونا                     |
| ۱۹۵۶ | اتلتیک بیلبائو               | بارسلونا                     | رئال مادرید                  |
| ۱۹۵۵ | رئال مادرید                  | بارسلونا                     | اتلتیک بیلبائو               |
| ۱۹۵۴ | رئال مادرید                  | بارسلونا                     | والنسیا                      |
| ۱۹۵۳ | بارسلونا                     | والنسیا                      | رئال مادرید                  |
| ۱۹۵۲ | بارسلونا                     | اتلتیک بیلبائو               | رئال مادرید                  |
| ۱۹۵۱ | اتلتیکو مادرید               | سویا                         | والنسیا                      |
| ۱۹۵۰ | اتلتیکو مادرید               | دپورتیوو لاکرونیا            | والنسیا                      |
| ۱۹۴۹ | بارسلونا                     | والنسیا                      | رئال مادرید                  |
| ۱۹۴۸ | بارسلونا                     | والنسیا                      | اتلتیک بیلبائو               |
| ۱۹۴۷ | والنسیا                      | اتلتیک بیلبائو               | اتلتیکو مادرید               |
| ۱۹۴۶ | سویا                         | بارسلونا                     | اتلتیک بیلبائو               |
| ۱۹۴۵ | بارسلونا                     | رئال مادرید                  | اتلتیکو مادرید               |
| ۱۹۴۴ | والنسیا                      | اتلتیکو مادرید               | سویا                         |
| ۱۹۴۳ | اتلتیک بیلبائو               | سویا                         | بارسلونا                     |
| ۱۹۴۲ | والنسیا                      | رئال مادرید                  | اتلتیکو مادرید               |
| ۱۹۴۱ | اتلتیکو مادرید               | اتلتیک بیلبائو               | والنسیا                      |
| ۱۹۴۰ | اتلتیکو مادرید               | سویا                         | اتلتیک بیلبائو               |
| ۱۹۳۹ | به دلیل جنگ داخلی برگزار نشد | به دلیل جنگ داخلی برگزار نشد | به دلیل جنگ داخلی برگزار نشد |
| ۱۹۳۸ | به دلیل جنگ داخلی برگزار نشد | به دلیل جنگ داخلی برگزار نشد | به دلیل جنگ داخلی برگزار نشد |
| ۱۹۳۷ | به دلیل جنگ داخلی برگزار نشد | به دلیل جنگ داخلی برگزار نشد | به دلیل جنگ داخلی برگزار نشد |
| ۱۹۳۶ | اتلتیک بیلبائو               | رئال مادرید                  | رئال اویدو                   |
| ۱۹۳۵ | رئال بتیس                    | رئال مادرید                  | رئال اویدو                   |
| ۱۹۳۴ | اتلتیک بیلبائو               | رئال مادرید                  | راسینگ سانتاندر              |
| ۱۹۳۳ | رئال مادرید                  | اتلتیک بیلبائو               | اسپانیول                     |
| ۱۹۳۲ | رئال مادرید                  | اتلتیک بیلبائو               | بارسلونا                     |
| ۱۹۳۱ | اتلتیک بیلبائو               | راسینگ سانتاندر              | رئال سوسیداد                 |
| ۱۹۳۰ | اتلتیک بیلبائو               | بارسلونا                     | آرناس                        |
| ۱۹۲۹ | بارسلونا                     | رئال مادرید                  | اتلتیک بیلبائو               |

## تیم‌ها بر پایهٔ شهر
| شهر        | تعداد باشگاه | باشگاه(ها)                 |
| ---------- | ------------ | -------------------------- |
| مادرید     | ۲            | رئال مادرید اتلتیکو مادرید |
| والنسیا    | ۲            | والنسیا لوانته             |
| بارسلون    | ۲            | بارسلونا اسپانیول خیرونا   |
| سویل       | ۲            | سویا رئال بتیس             |
| بیلبائو    | ۱            | اتلتیک بیلبائو             |
| بیگو       | ۱            | سلتاویگو                   |
| الچه       | ۱            | الچه                       |
| ایبار      | ۱            | ایبار                      |
| ختافه      | ۱            | ختافه                      |
| گرانادا    | ۱            | گرانادا                    |
| پامپلونا   | ۱            | اوساسونا                   |
| کادیز      | ۱            | کادیز                      |
| وایادولید  | ۱            | رئال وایادولید             |
| بیتوریا    | ۱            | دپورتیوو آلاوس             |
| سن سباستین | ۱            | رئال سوسیداد               |
| ویارئال    | ۱            | ویارئال                    |
| اوئسکا     | ۱            | اوئسکا                     |

## جوایز نقدی
مبالغ پرداختی از طرف فدراسیون فوتبال اسپانیا:
- تیم اول: ۱۰۵ میلیون یورو
- تیم دوم: ۱۰۰ میلیون یورو
- تیم سوم:۴۰ میلیون یورو
- تیم چهارم: ۹ میلیون یورو
- تیم پنجم: ۸٫۵ میلیون یورو
- تیم ششم: ۸ میلیون یورو
- تیم هفتم: ۷٫۵ میلیون یورو
- تیم هشتم: ۷ میلیون یورو
- تیم نهم: ۶٫۵ میلیون یورو
- تیم دهم: ۶ میلیون یورو
- تیم یازدهم: ۵٫۵ میلیون یورو
- تیم دوازدهم: ۵ میلیون یورو
- تیم سیزدهم: ۴٫۵ میلیون یورو
- تیم چهاردهم: ۴ میلیون یورو
- تیم پانزدهم: ۳٫۵ میلیون یورو
- تیم شانزدهم: ۳ میلیون یورو
- تیم هفدهم: ۲٫۵ میلیون یورو
- تیم هجدهم: ۲ میلیون یورو
- تیم نوزدهم: ۱٫۵ میلیون یورو
- تیم بیستم: ۰٫۵ میلیون یورو

## حق پخش تلویزیونی تیم‌ها
حق پخش تلویزیونی تیم‌های لالیگا (فصل ۱۶–۲۰۱۵):
- رئال مادرید: ۱۹۵ میلیون یورو
- بارسلونا: ۱۳۵ میلیون یورو
- والنسیا: ۴۵ میلیون یورو
- اتلتیکو: ۴۰ میلیون یورو
- اتلتیک بیلبائو: ۳۰ میلیون یورو
- سویا: ۳۰ میلیون یورو
- ویارئال: ۳۰ میلیون یورو
- رئال بتیس: ۲۸ میلیون یورو
- اسپانیول: ۲۸ میلیون یورو
- دیپورتیوو لاکرونیا: ۲۵ میلیون یورو
- رئال سوسیداد: ۲۵ میلیون یورو
- مالاگا: ۲۵ میلیون یورو
- ختافه:۲۵ میلیون یورو
- سلتاویگو: ۲۲ میلیون یورو
- لوانته: ۲۰ میلیون یورو
- اسپورتینگ گیخون: ۱۸ میلیون یورو
- لاس پالماس:۱۸ میلیون یورو
- گرانادا: ۱۸ میلیون یورو
- رایو وایکانو: ۱۸ میلیون یورو
- ایبار: ۱۸ میلیون یورو

## قهرمانان بر پایهٔ باشگاه
| باشگاه            | قهرمان | نایب قهرمان | سال‌های قهرمانی |
| ----------------- | ------ | ----------- | --- |
| رئال مادرید       | 0۳۶    | 0۲۶         | ۱۹۳۱–۳۲، ۱۹۳۲–۳۳، ۱۹۵۳–۵۴، ۱۹۵۴–۵۵، ۱۹۵۶–۵۷، ۱۹۵۷–۵۸، ۱۹۶۰–۶۱، ۱۹۶۱–۶۲، ۱۹۶۲–۶۳، ۱۹۶۳–۶۴، ۱۹۶۴–۶۵، ۱۹۶۶–۶۷، ۱۹۶۷–۶۸، ۱۹۶۸–۶۹، ۱۹۷۱–۷۲، ۱۹۷۴–۷۵، ۱۹۷۵–۷۶، ۱۹۷۷–۷۸، ۱۹۷۸–۷۹، ۱۹۷۹–۸۰، ۱۹۸۵–۸۶، ۱۹۸۶–۸۷، ۱۹۸۷–۸۸، ۱۹۸۸–۸۹، ۱۹۸۹–۹۰، ۱۹۹۴–۹۵، ۱۹۹۶–۹۷، ۲۰۰۰–۰۱، ۲۰۰۲–۰۳، ۲۰۰۶–۰۷، ۲۰۰۷–۰۸، ۲۰۱۱–۱۲، ۱۷–۲۰۱۶، ۲۰۱۹–۲۰، ۲۰۲۱–۲۲، ۲۴-۲۰۲۳ |
| بارسلونا          | 0۲۸    | 0۲۸         | ۱۹۲۹–۲۹، ۱۹۴۴–۴۵، ۱۹۴۷–۴۸، ۱۹۴۸–۴۹، ۱۹۵۱–۵۲، ۱۹۵۲–۵۳، ۱۹۵۸–۵۹، ۱۹۵۹–۶۰، ۱۹۷۳–۷۴، ۱۹۸۴–۸۵، ۱۹۹۰–۹۱، ۱۹۹۱–۹۲، ۱۹۹۲–۹۳، ۱۹۹۳–۹۴، ۱۹۹۷–۹۸، ۱۹۹۸–۹۹، ۲۰۰۴–۰۵، ۲۰۰۵–۰۶، ۲۰۰۸–۰۹، ۲۰۰۹–۱۰، ۲۰۱۰–۱۱، ۲۰۱۲–۱۳، ۲۰۱۴–۱۵، ۲۰۱۵–۱۶، ۲۰۱۷–۱۸، ۲۰۱۸–۱۹، ۲۰۲۲–۲۳، ۲۰۲۴–۲۵                                                                         |
| اتلتیکو مادرید    | 0۱۱    | 0۱۰         | ۱۹۳۹–۴۰، ۱۹۴۰–۴۱، ۱۹۴۹–۵۰، ۱۹۵۰–۵۱، ۱۹۶۵–۶۶، ۱۹۶۹–۷۰، ۱۹۷۲–۷۳، ۱۹۷۶–۷۷، ۱۹۹۵–۹۶، ۱۴–۲۰۱۳، ۲۱–۲۰۲۰ |
| اتلتیک بیلبائو    | 0۸     | 0۷          | ۱۹۲۹–۳۰، ۱۹۳۰–۳۱، ۱۹۳۳–۳۴، ۱۹۳۵–۳۶، ۱۹۴۲–۴۳، ۱۹۵۵–۵۶، ۱۹۸۲–۸۳، ۱۹۸۳–۸۴ |
| والنسیا           | 0۶     | 0۶          | ۱۹۴۱–۴۲، ۱۹۴۳–۴۴، ۱۹۴۶–۴۷، ۱۹۷۰–۷۱، ۲۰۰۱–۰۲، ۲۰۰۳–۰۴ |
| رئال سوسیداد      | 0۲     | 0۳          | ۱۹۸۰–۸۱، ۱۹۸۱–۸۲ |
| دپورتیوو لاکرونیا | 0۱     | 0۵          | ۱۹۹۹–۲۰۰۰ |
| سویا              | 0۱     | 0۴          | ۱۹۴۵–۴۶ |
| رئال بتیس         | 0۱     | 0۰          | ۱۹۳۴–۳۵ |

## بیشترین تعداد گل
تا تاریخ ۸ ژانویهٔ ۲۰۲۲ این بازیکنان بیشترین گل را در لالیگا به ثمر رساندند.
نام بازیکنانی که هنوز در لالیگا فعال هستند، پررنگ شده و بازیکنانی که در سایر لیگ‌ها بازی می‌کنند، کج شده است:
| ردیف | نام بازیکن          | باشگاه(ها)                              | سال‌های حضور | تعداد گل | تعداد بازی | میانگین گل |
| ---- | ------------------- | --------------------------------------- | ----------- | -------- | ---------- | ---------- |
| ۱    | لیونل مسی           | بارسلونا                                | ۲۰۰۴–۲۰۲۱   | ۴۷۴      | ۵۴۰        | ۰٫۹۱       |
| ۲    | کریستیانو رونالدو   | رئال مادرید                             | ۲۰۰۹–۲۰۱۸   | ۳۱۱      | ۲۹۲        | ۱٫۰۶       |
| ۳    | تلمو زارا           | اتلتیک بیلبائو                          | ۱۹۴۰–۱۹۵۵   | ۲۵۱      | ۲۷۸        | ۰٫۹۰       |
| ۴    | کریم بنزما          | رئال مادرید                             | ۲۰۰۹–۲۰۲۳   | ۲۳۸      | ۴۳۹        | ۰٫۵۴       |
| ۵    | هوگو سانچز          | اتلتیکو مادرید رئال مادرید رایو وایکانو | ۱۹۸۱–۱۹۹۴   | ۲۳۴      | ۳۴۷        | ۰٫۶۷۴      |
| ۶    | رائول               | رئال مادرید                             | ۱۹۹۴–۲۰۱۰   | ۲۲۸      | ۵۵۰        | ۰٫۴۱۴      |
| ۷    | آلفردو دی استفانو   | رئال مادرید اسپانیول                    | ۱۹۵۳–۱۹۶۶   | ۲۲۷      | ۳۲۹        | ۰٫۶۹       |
| ۸    | سزار رودریگز آلوارز | گرانادا بارسلونا لئونسا الچه            | ۱۹۳۹–۱۹۵۵   | ۲۲۱      | ۳۵۳        | ۰٫۶۳۱      |
| ۹    | انریکه کاسترو       | اسپورتینگ خیخون بارسلونا                | ۱۹۷۰–۱۹۸۷   | ۲۱۹      | ۴۴۸        | ۰٫۴۸۸      |
| ۱۰   | پاهینیو             | سلتاویگو رئال مادرید دپورتیوو لاکرونیا  | ۱۹۴۳–۱۹۵۶   | ۲۱۰      | ۲۷۸        | ۰٫۷۵۵      |

## بیشترین تعداد بازی
تا تاریخ ۸ ژانویهٔ ۲۰۲۲ این بازیکنان بیشترین بازی را در لالیگا انجام دادند.
نام بازیکنانی که هنوز در لالیگا فعال هستند، پررنگ شده و بازیکنانی که در سایر لیگ‌ها بازی می‌کنند، کج شده است:
| ردیف | نام بازیکن       | باشگاه(ها)                                            | سال‌های فعالیت        | تعداد بازی | تعداد گل | میانگین. گل (پست) |
| ---- | ---------------- | ----------------------------------------------------- | -------------------- | ---------- | -------- | ----------------- |
| ۱    | آندونی زوبیزارتا | اتلتیک بیلبائو بارسلونا والنسیا                       | ۱۹۸۱–ـ۱۹۹۸           | ۶۲۲        | ۰        | (دروازه‌بان)       |
| ۲    | خواکین سانچز     | رئال بتیس والنسیا مالاگا                              | ۲۰۰۱–۲۰۱۳ ۲۰۱۵–۲۰۲۳  | ۵۸۸        | ۷۸       | ۰٫۱۳۲ (وینگر)     |
| ۳    | رائول            | رئال مادرید                                           | ۱۹۹۴–۲۰۱۰            | ۵۵۰        | ۲۲۸      | ۰٫۴۱۴ (مهاجم)     |
| ۴    | اوزه‌بیو ساکریستن | رئال وایادولید اتلتیکو مادرید بارسلونا سلتاویگو       | ۱۹۸۳–۲۰۰۲            | ۵۴۳        | ۳۶       | ۰٫۰۶۶ (هافبک)     |
| ۵    | فرانسیسکو بویو   | سویا رئال مادرید                                      | ۱۹۸۰–۱۹۹۷            | ۵۴۲        | ۰        | (دروازه‌بان)       |
| ۶    | لیونل مسی        | بارسلونا                                              | ۲۰۰۴–۲۰۲۱            | ۵۴۰        | ۴۹۲      | ۰٫۹۱۱ (مهاجم)     |
| ۷    | رائول گارسیا     | اوساسونا اتلتیکو مادرید اتلتیک بیلبائو اتلتیکو مادرید | ۲۰۰۴–اکنون           | ۵۳۷        | ۱۰۵      | ۰٫۱۹۵ (هافبک)     |
| ۸    | مانوئل سانچز     | رئال مادرید                                           | ۱۹۸۳–۲۰۰۱            | ۵۲۳        | ۳۳       | ۰٫۰۶۳ (مدافع)     |
| ۹    | ایکر کاسیاس      | رئال مادرید                                           | ۱۹۹۹–۲۰۱۵            | ۵۱۰        | ۰        | (دروازه‌بان)       |
| ۱۰   | سرخیو راموس      | سویا رئال مادرید سویا                                 | ۲۰۰۳–۲۰۲۱ ۲۰۲۳-اکنون | ۵۰۸        | ۷۴       | ۰٫۱۴۵ (مدافع)     |

## درآمدها
لالیگا همچنین پس از لیگ ملی فوتبال آمریکا، لیگ برتر بیسبال آمریکا، اِن‌بی‌اِی، لیگ برتر فوتبال انگلستان، لیگ ملی هاکی آمریکا و بوندس‌لیگا هفتمین لیگ حرفه‌ای ورزش در جهان از نظر درآمد است. لالیگا از سال ۲۰۰۸ تا ۲۰۱۶، توسط بانکو بیلبائو ویسکایا آرخنتاریا حمایت می‌شد. سپس از سال ۲۰۱۶ تا ۲۰۲۳ توسط بانک سانتاندر و از سال ۲۰۲۳ توسط الکترونیک آرتس حمایت مالی می‌شود.

### اسپانسرها
- گروه سانتاندر
- پوما اس‌ای
- ای‌ای اسپورتس
- بادویزر
- رکسونا
- ال کورته اینگلس
- رنفه اوپرادورا
- سامسونگ
- مزدا
- آلیانتس
- دانون
- گروه پانینی
- اسپورتیوم
- دلیورو
- برگر کینگ
- نیسان
- نیستن فودز
- ویوو
- آوری دنیسون
- فاناتیکس